# Ferrania Eura
La Ferrania Eura è una macchina fotografica prodotta da Ferrania SpA a partire dal 1959 che inizialmente veniva venduta a 2650 Lire Italiane.
Il corpo dell'apparecchio era costruito in plastica e alluminio ed aveva una forma bombata, per aprire il dorso bisognava sollevare le fasce metalliche posizionate ai lati, la manopola per far avanzare la pellicola era posizionata sul fondello. 
La macchina possiede un obbiettivo a menisco; la messa a fuoco va da 2 m a infinito e ha solo due aperture possibili: f/8 (nuvoloso) e f/12 (soleggiato).
Sopra la calotta c'è la slitta per il flash mentre il contatto per il sincro flash è sotto la lente.